# Estados Unidos en los Juegos Olímpicos de Sankt Moritz 1928
Estados Unidos estuvo representado en los Juegos Olímpicos de Sankt Moritz 1928 por un total de 24 deportistas, 21 hombres y 3 mujeres, que compitieron en 7 deportes.

## Medallistas
El equipo olímpico estadounidense obtuvo las siguientes medallas:
| Nombre                                                             | Deporte               | Competición    |
| ------------------------------------------------------------------ | --------------------- | -------------- |
| Oro                                                                |                       |                |
| Billy Fiske Clifford Gray Geoffrey Mason Richard Parke Nion Tucker | Bobsleigh             | Cinco plazas M |
| Jennison Heaton                                                    | Skeleton              | Individual M   |
| Plata                                                              |                       |                |
| Thomas Doe David Granger Jennison Heaton Lyman Hine Jay O'Brien    | Bobsleigh             | Cinco plazas M |
| John Heaton                                                        | Skeleton              | Individual M   |
| Bronce                                                             |                       |                |
| Beatrix Loughran                                                   | Patinaje artístico    | Individual F   |
| John Farrell                                                       | Patinaje de velocidad | 500 m M        |